# Míle
Anglická míle nebo jen míle (anglicky mile [majl]) je délková míra užívaná v anglosaských zemích, odpovídající přibližně 1,609 km. Nepatří mezi jednotky SI.
Historicky existovalo mnoho jednotek se stejným či podobným názvem a hodnotou v rozsahu zhruba jednoho až dvanácti km. Římská míle (latinsky mille passus neboli „tisíc dvoukroků“) se používala ve starověku. Anglická míle je rovna 5 280 stopám, resp. 1 760 yardům. Na základě dohody z roku 1959, která tzv. mezinárodní yard definovala jako 0,9144 m (přesně), je tedy mezinárodní míle rovna 1 609,344 m (přesně).